# Valentine Prax
Valentine Henriette Prax (* 23. Juli 1897 in Bône (heute Annaba) in den französischen Departements von Algerien; † 15. April 1981 in Paris) war eine französische Malerin und Ehefrau von Ossip Zadkine.

## Leben
Valentine Henriette Jeanne Prax war Tochter eines französischen Vaters katalanischer Abstammung, Vizekonsul von Spanien und Portugal in Bône, und einer Mutter aus Marseille mit sizilianischen Wurzeln. Sie wuchs in Französisch-Algerien auf, wo sie ihre künstlerische Ausbildung an der École des Beaux-Arts in Algier absolvierte. Anschließend zog sie 1919 nach Paris, wo sie den russischstämmigen Bildhauer Ossip Zadkine kennenlernte, der ihr Nachbar war. Er machte sie mit der kleinen Welt von Montparnasse bekannt und heiratete sie am 7. Juli 1920 mit dem japanischen Maler Foujita als Trauzeugen. Nach einer ersten Einzelausstellung in der Galerie Mouninou in der Rue Marbeuf im April 1920, stellte Valentine Prax im Dezember 1921 in der Galerie La Licorne aus, die von dem großen Sammler Maurice Girardin geleitet wurde. Auch die Galerie Berthe Weill widmete Valentine Prax im Januar 1924 eine Ausstellung. Im Mai 1926 unterzeichnete sie einen Vertrag mit der Galerie Barbazanges, die Charles Dufresne und den Bildhauer Despiau zu ihren Schützlingen zählte. In Brüssel wurden ihr mehrere Ausstellungen gewidmet, 1922 in der Galerie Sélection und im Februar 1927 in der Galerie Le Centaure.
1928 verließen Zadkine und Valentine die Rue Rousselet, wo sie unter sehr prekären Bedingungen arbeiteten, und zogen in einen kleinen Pavillon mit Garten in der Rue d'Assas. Wenn sie nicht in ihrem Pariser Atelier wohnten, lebten die beiden Künstler auf dem Land im Dorf Arques in einem alten Haus, das sie im September 1934 erworben hatten, mit einer großen Scheune, in der das Paar vier Ateliers einrichtete. 
Valentine Prax wurde nun bekannter und ihr wurden Einzelausstellungen in London, Chicago, Philadelphia und im Dezember 1934 im Palais des Beaux-Arts in Brüssel gewidmet. In Paris nimmt sie 1933 und 1936 am Salon d’Automne und 1935 am Salon des Tuileries teil. Anlässlich der im Mai 1937 eröffneten „Internationalen Ausstellung für Kunst und Technik im modernen Leben“ erhält Zadkine mehrere Aufträge; Valentine Prax wird beauftragt, eines der großen Glasfenster des Musée d’Art Moderne zum Thema Luftfahrt zu gestalten. 
Während des Krieges arbeiten die beiden Künstler intensiv in Arques: Zadkine schnitzt den großen Christus (1938/1940) aus Ulmenholz, der sich heute in der Dorfkirche befindet; Valentine arbeitet an einem Tapisserieprojekt für das Atelier Legoueix in Aubusson, aber die Tapisserie wird trotz der Unterstützung von Jean Lurçat nicht realisiert. Nach dem Einmarsch der deutschen Truppen in Paris überredete Zadkine sie zur Flucht in die USA. Valentine beschließt zu bleiben. Das Pariser Atelier in der Rue d'Assas wird beschlagnahmt. Sie rettet Zadkines Bronzen, zerstört aber seine Gemälde. Sie erträgt den Hunger und die Qualen der Besatzung in der völligen Abgeschiedenheit ihres Hauses in Arques, wo sie von der örtlichen französischen Miliz verfolgt wird. 
1945 traf ein Telegramm von Ossip Zadkine aus New York ein: „Ich bin krank, elend und mittellos. Freust du dich, dass ich zurückkomme?“ Zadkine ist fünfzig, Valentine dreiundvierzig Jahre alt. Sie beginnen „den zweiten Teil des Lebens zweier Künstler“ in fast völliger Mittellosigkeit, doch langsam kommen beide wieder zu Erfolg und Einkommen. Zwischen 1948 und 1950 stellt Zadkine in wichtigen Museen aus: im Stedelijk Museum in Amsterdam, im Musée National d’Art Moderne in Paris und im Museum Boijmans Van Beuningen in Rotterdam. Bis 1958 unterrichtete er an der Académie de la Grande Chaumière in Paris.
1963 widmet die Galerie Katia Granoff Valentine Prax eine große Ausstellung mit fünfzig ihrer Gemälde.
Als Zadkine 1967 starb, arbeitete sie auf ausdrücklichen Wunsch des Künstlers an der Einrichtung eines Pariser Museums in dem Haus, in dem Valentine Prax und Ossip Zadkine von 1928 bis 1967 gelebt und gearbeitet hatten. Das Museum besteht aus einem Fundus von etwa 300 Werken von Zadkine und seiner Frau. Valentine Prax starb 1981 und hinterließ dem Museum ihren gesamten Besitz. Das Musée Zadkine wurde am 19. April 1982 eröffnet.